# Ellis Vogel-De Graaf
P.J. (Ellis) Vogel-De Graaf (Groote Lindt, 29 november 1945) is een Nederlands schaakster die tussen 1970 en 1983 actief was in de Nederlandse vrouwenschaaktop.
Ze begon haar schaakcarrière in 1978 bij Schaakvereniging Het Oosten en werd na een half jaar snelschaakkampioen van de Haarlemmermeer.
In de jaren 70 behaalde De Graaf tot twee keer een derde plaats in het Nederlands kampioenschap. Haar laatste kampioenschap speelde ze in 1982.
Sinds de jaren 80 was ze minder actief. Eind jaren 80 stopte ze met schaken op competitieniveau om een eigen zaak te beginnen.